# Ксенофонт
Ксенофонт из Атине, (Ξενοφῶν) рођен је око 430. године, а умро је 354. п. н. е., те је према томе савременик догађаја које описује у Хеленској историји.
Може се посредно закључити да потиче из племићке породице, а зна се да је као младић припадао ширем кругу Сократових ученика. Од свог великог учитеља, чију филозофску дубину и значај није могао сасвим схватити, прихватио је практичне моралне поуке. Али, оно што је обележило цео Ксенофонтов живот јесте његова наклоност према аристократском уређењу Спарте. Ред, дисциплина и колективни дух више су му одговарали него индивидуализам и слобода атинске демократије, коју су амбициозни појединци и демагози могли злоупотребљавати: управо у време Ксенофонтовог сазревања атинска демократија претрпела је пораз од Спарте, који је отворио пут грађанском рату. У таквим приликама Ксенофонт одлази из родног града. Склон војничком позиву, иде са лакедемонским пријатељем Проксеном и многим Грцима у војску персијског принца Кира Млађег у Малу Азију.
Кир је са најамном војском покушао да збаци с престола свога брата Артаксеркса, али је у одлучној бици погинуо. Ксенофонт је успео да проведе главнину грчких војника (око десет хиљада) кроз беспућа непријатељске земље до мора, да их преда спартанском вођи Тиброну и тако их спасе од пропасти. Сам је, међутим, остао у служби у спартанској војсци под вођством Тиброна, затим Деркилиде и краља Агесилаја, коме је убрзо постао врло привржен и пратио га на свим његовим походима. С њим је, на страни Спарте, учествовао и у боју код Коронеје (394. г.) против Атине и њених савезника, због чега је био кажњен и формалним изгнанством из отаџбине. И многи модерни истраживачи Ксенофонта сматрају за издајника, мада је он — сем њеног друштвеног уређења — волео своју отаџбину.
Но, Спартанци су га прихватили и ускоро му дали за издржавање имање у Скилунту, близу Олимпије, на коме је Ксенофонт провео око седамнаест мирних и плодних година, у породичном кругу, бавећи се писањем, ловом, коњима и домаћим пословима. Када су се, пред опасношћу од Тебе, Спарта и Атина приближиле једна другој и склопиле савез, и Ксенофонту је укинута казна (око 369. п. н. е.). После тога живео је неколико година у Атини, где је вероватно допунио и завршио Историју. Своја два сина дао је у атинску војску; један од њих је чак и погинуо у бици код Мантинеје, борећи се на атинској страни. Сам Ксенофонт умро је, како по свему изгледа, у Коринту око 354. п. н. е.
Ксенофонтов живи дух, радозналост и заинтересованост за многе области, нашли су израз у његовим многобројним делима. Животни принципи су му јасни, без икаквих колебања или сумњи: здрав, једноставан живот, бављење неком физичком активношћу, поштење и побожност, рад и дисциплина. Идеално занимање је војничко, јер оно формира и снажи и тело и дух. Тако је Ксенофонт сам живео, па је то и другима препоручивао. У сваком свом спису он поучава било непосредним саветима, било примерима на које се треба угледати.
У неколико Ксенофонтових филозофских списа централно место заузима Сократ. Напоменули смо да наш писац није имао смисла за филозофске спекулације. Но, Сократова заслуга је и у томе што је сваког умео да подстакне на размишљање и да му омогући развој у смеру који му по природи најбоље одговара. Ксенофонт је ту нашао етичка начела, која је као млад човек почео примењивати; тек касније их је забележио и препоручио другима. Његова филозофска дела нису то у правом смислу речи, као што ни слика Сократа коју нам он оставља није потпуна. Он даје само једну страну Сократове личности, али драгоцену, јер би нам иначе остала непозната. Културан и склон практичној мудрости, Ксенофонт је написао дела која су преносила Сократову филозофију широкој публици.
„Сећања на Сократа“ (Άπομνημονεύματα) је одговор на несачувану „Оптужбу против Сократа“ (Κατηγορία Σωκράτους) коју је био написао софист Поликрат. Ксенофонт овде на једноставан начин износи Сократове разговоре с људима по атинским улицама. У „Сократовој одбрани“ (Απολογία Σωκράτους) представља нам држање свог учитеља пред судом и објашњава зашто се Сократ није успешније бранио. „Γозба“ (Συμπόσιον) је опис једне прославе у кући Атињанина Калије, 422. п. н. е., којој између осталих присуствују Сократ и Ксенофонт (он је у то доба имао око осам година; није, дакле, реч ο стварном догађају). На гозби сви гости учествују у разговору, а Сократ држи слово ο љубави.
У дидактичном спису „Ο економији“ (Οικονομικός) савете ο пољопривреди и вођењу газдинства даје сам Сократ — који се таквим стварима није бавио, нити је куда ишао из Атине — те у овом лику лако препознајемо самог Ксенофонта, његову љубав према природи и искуство стечено на имању у Скилунту. Једна занимљивост овог дела је разговор са господарем имања Исхомахом ο идеалној домаћици и њеним дужностима на тако великом добру. Исхомах сматра најбољим оно што је и сам урадио: узео је за жену девојку од петнаест година, васпитао је да га поштује и слуша и научио је свему што је сматрао за потребно. Она је постала савршена домаћица, способна да савлада дужности у дому, око послуге и на имању. Душа целе куће, она је, како Ксенофонт каже, исто што и „матица у кошници“. Дело нам пружа важна сазнања ο животу и положају хеленских жена, ο чему иначе немамо довољно података. Знамо да оне нису учествовале у јавном животу, а да код куће нису имале велика права. Ова Ксенофонтова сличица употпуњује и побољшава нашу представу ο грчкој жени.
У списе дидактичне садржине — али без Сократовог учешћа — спадају и кратки радови „Ο Хипарху“ (Хипарх са Родоса Ίππαρχικός), где даје савете команданту коњице, „Ο јахању“ (Περί ιππικής) и „Ο лову“ (Κυνηγετικός), дисциплинама које је Ксенофонт сматрао добрим и корисним за развијање карактера и за одржавање здравог тела.
Можда су најзначајнија Ксенофонтова дела политичко-историјског карактера. „У Кировом наступању“ (Κύρου άνάβασις) он описује догађаје око одласка Хелена у поход Кира Млађег — кога је био врло заволео и за кога је сматрао да је могао променити ток историје — његову погибију и мукотрпан повратак Грка. Ксенофонт је нашао начина да своју улогу у овим догађајима не прикаже сувише нескромно. Дело је пуно живих епизода, етногеографских података и, разуме се, војних детаља. Има свежину и узбудљивост, те је било врло омиљено војно-историјско штиво и у антици и у новије доба. У малом делу „Агесилај“ (Αγησίλαος) Ксенофонт прославља овог спартанског краља и хвали све његове војне потхвате, чији значај прецењује.
„Кирово васпитање“ (Κύρου παιδεία) је врста историјског романа ο оснивачу персијске династије из VI п. н. е. Ксенофонт ту хвали персијски начин васпитања, јер развија особине потребне добром војнику и владару. Такође признаје Персијанцима, додуше само оним најфинијег и најобразованијег духа, способност да схвате хеленску културу и да је усвоје. Такав став није био уобичајен у Грчкој, па се Ксенофонт већ у самом делу брани од могућих сумњи у његово родољубље. Међутим, критикује опадање морала у савременој Персији, чему је, како он мисли, допринело одступање од старих идеала. „Кирупедија“ је имала великог утицаја на позније писце који су писали биографије славних владара.
За познавање спартанског уређења од значаја је спис „Спартански устав“ (Λακεδαιμονίων πολιτεία) где Ксенофонт велича Ликургове законе, захваљујући којим је Спарта дошла до највеће моћи. Увиђа, међутим, рђаве стране лакедемонске политике и опадање спартанског утицаја, па их тумачи одступањем од ових закона. У делу „Средства или ο приходима“ (Περί πόρων), вероватно Ксенофонтовом последњем раду, разматрају се могућности унапређења атинске привреде и повећања државних прихода у кризи око 355. г. „Хијерон или тиранин“ (Ιερών) је фиктивни разговор песника Симонида са сиракушким тиранином Хијероном ο тежини управљања државом и ο обавези владара да се брине за опште добро поданика.
Групи политичко-историјских дела из Ксенофонтовог пера припада и „Хеленска историја“, подељена још у антици на седам књига. Прве две, како то и сам писац каже, настављају опис Пелопонеског рата на месту где је прекинуто Тукидидово излагање. Писане су свесно задржаним Тукидидовим стилом, строгим, згуснутим, без дијалога, али са уметнутим беседама главних личности. Такође је задржана и Тукидидова хронологија: догађаји се не наводе по календарским годинама, него по периодима, летњим (када су операције и вођене) и зимским (када се по правилу мировало).
Сматра се да је Ксенофонт за ове две књиге морао користити и материјал који је Тукидид био сакупио. Изнета је чак и претпоставка — која не изгледа прихватљива — да су прве две књиге у ствари Тукидидове, а да их је Ксенофонт само редиговао. Ο времену њиховог настанка постоје такође два основна мишљења. По једном (D. Ј. Мослеу) писане су крајем петог века у Атини, а по другом (D.J.Mosley) писане су касније, по Ксенофонтовом повратку у Атину, шездесетих година четвртог века. Истраживачи су запазили и у преосталом делу Историје један усек и извукли целину коју чини трећа и највећи део четврте књиге (III 1 — IV 8, 1).
Овај део је прави „ксенофонтовски“, писан широко, са описима и дигресијама и са дијалозима између неких личности, што даје природност и живост приповедању. Садржински, бави се спартанским војевањем у Персији. Како је Ксенофонт и сам у томе учествовао, користи се овде својим сећањем на догађаје, и сећањима пријатеља какви су Тиброн, Деркилида и краљ Агесилај. М. Сорди сматра да је овај део написан као мемоарски, раније и независно од осталих књига, а да је потом, кад је решио да пише Историју, Ксенофонт у њу уметнуо и овај одељак. Мосли, који држи да је Историја писана редом, сматра да је део III — IV 8, 1 настао у време Ксенофонтовог боравка у Скилунту, око 379. године. Завршне три књиге баве се компликованим добом међусобних борби полиса и важним променама у Хелади. Како је, међутим, Ксенофонт после друге књиге напустио излагање градива Тукидидовом хронологијом (зима — лето), а пише без неког свог хронолошког метода, није лако увек пратити догађаје. У стилу се опет примећује Тукидидов утицај, али блаже него у прве две књиге. Овај одељак састављен је свакако у пишчевој дубокој старости, па се осећа пад у квалитету и недовршеност текста.
Ксенофот је бележио историју, али, бар према данашњим мерилима, недовољног степена. Пише лако и много, а у антици је сматран више филозофом него историчарем. Херодот, који је пола века старији од њега, написао је дело које, као прелаз од етнологије и географије према правој историји, представља знатније интелектуално достигнуће од Ксенофонтове Историје.
Тукидид, нешто старији Ксенофонтов савременик, поставио је себи при писању Пелопонеског рата (Θουκιδίδου Συγγραφή) узвишен циљ, да сазна, установи и објасни истину, да је уметнички и објективно изложи и да поуком задужи потомство. Захваљујући његовим многоструким способностима, остварен је прави научни резултат, који античка и средњовековна историографија није превазишла. Ако су Ксенофонтове заслуге — мора се признати — слабије од Херодотових и Тукидидових, његова Хелвника је још увек класично дело, не само по времену настанка и периоду који описује, већ и по својој концепцији. Ксенофонт је у целини успео да обухвати врло велику грађу коју дају разнородни догађаји на великом простору, и да оствари хомогену и у суштини потпуну и поуздану синтезу. Упркос интересовању за спољне аспекте збивања, он успева да се одупре привлачности романескног казивања. Већ његови млађи савременици, Ефор, Теопомп и Дурид пишу један реторски, други морализаторски, трећи анегдотски. Њихови приступи историји најављују дух нове епохе — хеленизма.
Ксенрфонт не наводи изворе своје обавештености. За неке догађаје јасно је да зна из личног искуства, свакако да се за друге распитивао, па и користио документа. Али, он читаоца у то не упућује, док Тукидид, на пример, чак дословно цитира више државних уговора. Наш писац уме доста да запази и да то јасно и занимљиво изнесе, мада не и да распореди грађу увек на најбољи начин. У објашњење правих узрока догађаја се не упушта, или их тумачи једноставно, занемарујући притом утицај друштвених и економских чинилаца, добро познатих Тукидиду. Како је већ запажено, он пише ο догађајима који њега самог занимају — често им је и лично присуствовао — или ο којима се лако могао обавестити. Тако смо добили дело у коме је главна улога припала Спарти (Лакедемону).
Да би сачувао углед Лакедемона, Ксенофонт проспартански боји догађаје или прелази преко нечег што би Лакедемон приказало у лошем светлу. У приказу општегрчког Анталкидиног мира из 386. године, склопљеног на иницијативу Спарте и персијског краља, који је у Хелади примљен као национална срамота, наш писац не налази за потребно да изрази ни своје лично незадовољство, нити, што је горе, незадовољство већине грчких полиса. Донекле због пристрасности, а донекле због површног схватања свог задатка, Ксенофонт не даје одговарајући простор и праву оцену појединим догађајима и личностима. Тако се детаљно описују Агесилајеве операције у трећој и четвртој књизи; догађаји око малог полиса Флијунта добијају сувише простора у седмој књизи, због лојалности овог града према Спарти и због околности да се Ксенофонт тада налазио у Коринту, близу Флијунта, те је ο свему био добро обавештен. Преувеличава значај „Битке без суза“ у којој су Спартанци без губитака победили Аркађане. Неке ситне окршаје описује потанко, исто као и битке са крупнијим последицама, што може да доведе читаоца у забуну у погледу стварних размера оног што се збило.
Најозбиљнија Ксенофонтова мана је прећуткивање неких догађаја као да се нису ни одиграли. То ствара највеће тешкоће за реконструисање хеленске историје прве половине IV века. Изостављене су такве ствари од међудржавне важности, какве су стварање Другог атинског поморског савеза и оснивање Месене и Мегалепоља, главног града новонасталог Аркадског савеза, ο κοме је иначе приморан да говори. Од значајних личности, Пелопиду уопште не спомиње као тебанског државника, већ само једном, уз пут, као члана посланства персијском краљу, па и тад у неповољном светлу. Ο Епаминонди, највећем војсковођи и државнику свог доба, такође Тебанцу, Ксенофонт говори тек на крају своје Историје, описујући битку код Мантинеје, у којој је овај и погинуо.
Ксенофонтова необјективност брзо пада у очи, али треба имати на уму да се ова особина среће и код других познатих писаца у антици. Па ипак, Ксенофонт понекад успева да се уздигне изнад својих наклоности и да призна заслуге или храброст и непријатељу, појединцу или граду. Такав је случај с оценама атинских војсковођа Трасибула и Ификрата. Неке позитивне стране налази и у улози свог родног града. Ако своју нетрпељивост према Теби не може да прикрије, у стању је да Спартанцима, и поред наклоности, упути критику и прекор. Тако, на пример, ослобођење тебанског акропоља, који су Спартанци били на превару заузели, сматра као заслужену божју казну.
Уопште узев, Хеленска историја је, упркос недостацима најпотпунији и најважнији извор који имамо за сложени период прве половине четвртог века. Ако се не посматра само као историјски период, већ више од тога, као одраз једног времена и као књижевно дело, онда је њена вредност још већа. Сачувала нам је аутентичну атмосферу, живе ликове Грка и Персијанаца, као и сведочанства ο њиховим схватањима и односу према животу. Повољном утиску доприносе и природни, једноставни дијалози и занимљива инсценација догађаја, и кад не морају имати важности за „велику“ историју. Привлачан је анегдотски призор у коме Агесилај, због својих интереса, настоји да ожени новог спартанског савезника, младог пафлагонског владара Отиса, кћерком свог другог савезника, Спитридата. Још је живља епизода у којој Спартанац Деркилида домишљато изиграва Фарнабазовог вазала Мидију, задобивши од њега и благо и градове које је овај неправедно био узео под своју власт.
Нарочити дар испољава Ксенофонт у опису битака. Док многи антички писци не умеју да нам прегледно пренесу распоред војски и ток борбе, Ксенофонт, војник по позиву, са посебном пажњом бележи све бојеве. Запажени су, на пример, његови прикази битака код Немеје и код Коронеје.
Ксенофонт уме да изрази и психолошку драматичност изузетних прилика, какве су суђење атинским стратезима, победницима у бици код Аргинуских острва, или бескрупулозна акција Калије, која води Тераменовом хапшењу и осуди на смрт пред пуним већем.
Још једну одлику нашег писца, важну за разумевање и појединих карактера и политичких односа, представљају говори. У разним приликама говоре држе посланици, војни заповедници и политичари. Ксенофонт је, водећи рачуна ο личностима и околностима, ове говоре сам саставио. Различитог израза, они лепо прекидају његово једноставно приповедање.
За Ксенофонтов стил већ је речено да се првенствено одликује јасноћом. То важи за мисао, конструкцију реченице, избор израза. Ову његову особину запажају и хвале још антички теоретичари; понеком данашњем читаоцу Ксенофонтов текст изгледаће и сувише једноставан. У језику, иако је Атињанин, налазе се и неатичке речи. Свакако да је то утицај дугог боравка ван отаџбине и околности да се користио сведочанствима писаним другим дијалектима. Ипак су га због прозрачно јасног језика стари писци звали „атичком музом“ и „атичком пчелом“, док се Римљанину Квинтилијану чинило да на „Ксенофонтовим уснама седи богиња убеђивања“.
Ксенофонтова дела, нарочито историјска, доста су читана у његово доба. Аристотел је познавао и користио и његове филозофске, као и историјске списе. Због доброг језика рано је постао школски писац, а праву популарност доживео је, као сократовац, у Епикуровој и стоичкој филозофској школи. По узору на Кирупедију, која је у антици била Ксенофонтово најомиљеније дело, писало је владарске биографије низ ситнијих аутора. Познавању његових дела у Риму пуно је допринео сам Цицерон, који је на латински језик превео спис Ο економији. У време цара Хадријана, љубитеља хеленске културе, поново се јавља интересовање и за Ксенофонтова дела (II в. не.). Како је тада опет на цени јасан стил, на нашег писца се угледају историографи Апијан, Аријан и други. У позној антици Ксенофонт је био занемарен. Поново се чита тек у Византији и то, опет, нарочито Кирупедија.